# سیارک ۱۹۲۹
سیارک ۱۹۲۹ (به انگلیسی: 1929 Kollaa، نامگذاری:1939BS) هزار و نهصد و بیست و نهمین سیارک کشف شده‌است که در ۲۰ ژانویه ۱۹۳۹ کشف شد.
قدر مطلق سیارک برابر ۱۲٫۲۰ است.